# Hannoversche Pfingstkonferenz
Die Pfingstkonferenz in Hannover, auch Hannoversche Pfingstkonferenz genannt, war eine in der ersten Hälfte des 19. Jahrhunderts erstmals abgehaltene Tagung von Theologen der lutherischen Konfession, später auch von Laien, zur Beratung allgemeiner kirchlicher Angelegenheiten der evangelischen Kirche im Königreich Hannover (bzw. nach der ihm nach der preußischen Annexion folgenden Provinz Hannover). Ihre Teilnehmerschaft rekrutierte sich zum größten Teil aus Neulutheranern und repräsentierte damit nur eine, jedoch durchaus bedeutende Strömung innerhalb der Kirche. Die Bedeutung der über Jahrzehnte jährlich in der Woche um Pfingsten mit hunderten von Teilnehmern aus allen Konsistorialbezirken abgehaltene Zusammenkunft lag in ihrer einigenden Vorwegnahme einer landeskirchlichen Organisationsform. Letztere wurde dann 1864 mit einer Kirchenvorstands- und Synodalordnung geschaffen, wodurch die weiterhin parallel stattfindenden Pfingstkonferenzen ihre Bedeutung einbüßten und sich zu einem Treffpunkt der entschieden lutherischen Fraktion innerhalb der nunmehr etablierten Landessynode wandelten.
In ihrer Organisationsform ist die Pfingstkonferenz somit eine Vorform der späteren Landessynode, ihr Initiator, der Neulutheraner Ludwig Adolf Petri war – ohne dass er es beabsichtigt hätte – ein Wegbereiter der späteren Evangelisch-lutherischen Landeskirche Hannovers.

## Geschichte
Ludolf Adolf Petri hatte bereits Ende der 1830er Jahre eine „größere Versammlung von Geistlichen“ zur Klärung kirchlicher Fragestellungen angeregt. Die erste dieser Konferenzen fand aufgrund von persönlicher Einladung nach dem Pfingstfest am 25. Mai 1842 im Neuen Haus statt. Die 52 Pastoren und Kandidaten berieten vormittags auf der Grundlage der sogenannten „Calenberger Kirchenordnung“ über eine zu überarbeitende Liturgie. Nach dem vollständigen Vorspiel der historischen Liturgie der Calenberger Kirchenordnung durch Gerhard August Julius Wellhausen (1808–1861), Mitbegründer der Pfingstkonferenz, wurde diesem die Überarbeitung der alten Liturgie zum Zwecke der Wiedereinführung in den Gottesdienst aufgetragen.
Als Organisation wurde sie 1904 als eingetragener Verein institutionalisiert. 1921 ging daraus die „Lutherische Vereinigung“ hervor. Nach der Machtergreifung durch die Nationalsozialisten folgte dieser die Landeskirchliche Sammlung.

## Periodika
- 1848–1855: Zeitblatt für die Angelegenheiten der lutherischen Kirche, hrsg. von Ludwig Adolf Petri[6]
- 1856/59–1887: Neues Zeitblatt für die Angelegenheiten der lutherischen Kirche in Hannover, hrsg. von Cornelius Karneades Konrad Münkel[6]
- Von 1873 bis 1921 erschien die Zeitschrift Hannoversche Pastoral-Correspondenz / Ausschuss der Hannoverschen Lutherischen Pfingstkonferenz als Beilage zu dem vom Evangelisch-Lutherischen Diakonissenmutterhaus Henriettenstiftung herausgegebenen Periodikum Blätter aus dem Henriettenstift über und für die Diakonissensache.[7]
- 1910, 1921–1941: Evangelische Wahrheit[6]

## Archivalien
Archivalien zur hannoverschen Pfingstkonferenz finden sich
- als Handakten für die Laufzeit 1896 bis 1996 mit einem zusammenfassenden Kommentar des Theologen Hans Otte vom 6. Juni 1998 im Landeskirchlichen Archiv Hannover, Bestand D 12 sowie Bestand N 12 (Nachlass Ködderitz)[6]